# Lista de dados históricos do Miss Brasil
O quadro a seguir é uma lista oficial de todas as mulheres que obtiveram e/ou obtém o título de Miss Brasil.

## Vencedoras
- Em negrito foi eleita Miss Universo.

| Ano  | Estado              | Vencedora                    | Idade | Altura | Cidade Natal          | Data            | C  | Ref.   |
| ---- | ------------------- | ---------------------------- | ----- | ------ | --------------------- | --------------- | -- | ------ |
| 1954 | Bahia               | Martha Rocha                 | 18    | 1.70   | Salvador              | 26 de Junho     | 6  | [ 1 ]  |
| 1955 | Ceará               | Emília Barreto               | 18    | 1.71   | Sobral                | 25 de Junho     | 19 | [ 2 ]  |
| 1956 | Rio Grande do Sul   | Maria José Cardoso           | 21    | 1.70   | São Francisco do Sul  | 16 de Junho     | 22 | [ 3 ]  |
| 1957 | Amazonas            | Terezinha Morango            | 21    | 1.68   | São Paulo de Olivença | 22 de Junho     | 20 | [ 4 ]  |
| 1958 | Distrito Federal    | Adalgisa Colombo             | 18    | 1.69   | Rio de Janeiro        | 19 de Junho     | 23 | [ 5 ]  |
| 1959 | Distrito Federal    | Vera Regina Ribeiro          | 19    | 1.70   | Rio de Janeiro        | 18 de Junho     | 25 | [ 6 ]  |
| 1960 | Guanabara           | Gina MacPherson              | 20    | 1.72   | Niterói               | 11 de Junho     | 23 | [ 7 ]  |
| 1961 | Minas Gerais        | Staël Abelha                 | 19    | 1.70   | Caratinga             | 17 de Junho     | 22 | [ 8 ]  |
| 1961 | Rio Grande do Sul   | Vera Maria Brauner Menezes   |       |        | Pelotas               |                 |    |        |
| 1962 | Bahia               | Maria Olívia Rebouças        | 22    | 1.73   | Itabuna               | 19 de Junho     | 24 | [ 9 ]  |
| 1963 | Rio Grande do Sul   | Iêda Maria Vargas            | 18    | 1.70   | Porto Alegre          | 22 de Junho     | 24 | [ 10 ] |
| 1964 | Paraná              | Ângela Vasconcelos           | 19    | 1.75   | Rio de Janeiro        | 4 de Julho      | 24 |        |
| 1965 | Guanabara           | Raquel Andrade               | 20    | 1.72   | Rio de Janeiro        | 3 de Junho      | 25 |        |
| 1966 | Guanabara           | Ana Cristina Ridzi           | 19    | 1.72   | Rio de Janeiro        | 25 de Junho     | 26 |        |
| 1967 | São Paulo           | Carmen Ramasco               | 21    | 1.73   | Campinas              | 1 de Julho      | 25 |        |
| 1967 | Paraná              | Wilza Rainato                |       |        |                       |                 |    |        |
| 1968 | Bahia               | Martha Vasconcellos          | 20    | 1.72   | Salvador              | 29 de Junho     | 25 | [ 10 ] |
| 1969 | Santa Catarina      | Vera Fischer                 | 17    | 1.70   | Blumenau              | 28 de Junho     | 25 | [ 11 ] |
| 1970 | Guanabara           | Eliane Thompson              | 21    | 1.71   | Piraí                 | 19 de Junho     | 24 |        |
| 1971 | Minas Gerais        | Eliane Guimarães             | 21    | 1.80   | Mariana               | 1 de Julho      | 26 | [ 12 ] |
| 1972 | Rio Grande do Sul   | Rejane Vieira Costa          | 17    | 1.75   | Cachoeira do Sul      | 23 de Junho     | 26 | [ 13 ] |
| 1973 | São Paulo           | Sandra Mara Ferreira         | 21    | 1.77   | São Paulo             | 22 de Junho     | 26 |        |
| 1974 | São Paulo           | Sandra Guimarães de Oliveira | 18    | 1.72   | Ribeirão Preto        | 21 de Junho     | 27 |        |
| 1974 | Rio Grande do Sul   | Janeta Hoeveler              |       |        |                       |                 |    |        |
| 1975 | Santa Catarina      | Ingrid Budag                 | 18    | 1.73   | Blumenau              | 20 de Junho     | 25 |        |
| 1976 | São Paulo           | Kátia Moretto                | 18    | 1.78   | Sorocaba              | 19 de Junho     | 24 |        |
| 1977 | São Paulo           | Cássia Janys Moraes          | 21    | 1.75   | Indaiatuba            | 18 de Junho     | 24 |        |
| 1978 | Minas Gerais        | Suzana Araújo                | 20    | 1.75   | Dionísio              | 16 de Junho     | 24 |        |
| 1979 | Rio Grande do Norte | Marta Jussara                | 20    | 1.80   | Mossoró               | 16 de Junho     | 25 | [ 14 ] |
| 1980 | Rio de Janeiro      | Eveline Schroeter            | 19    | 1.80   | Rio de Janeiro        | 7 de Junho      | 26 |        |
| 1981 | Rio de Janeiro      | Adriana Alves                | 18    | 1.83   | Rio Grande            | 27 de Junho     | 27 | [ 15 ] |
| 1982 | Pará                | Celice Pinto                 | 18    | 1.80   | Belém                 | 26 de Junho     | 27 |        |
| 1983 | Minas Gerais        | Marisa Fully                 | 21    | 1.73   | Manhumirim            | 11 de Junho     | 27 |        |
| 1984 | São Paulo           | Ana Elisa Flores             | 18    | 1.76   | São Paulo             | 9 de Junho      | 27 |        |
| 1985 | Mato Grosso         | Márcia Gabrielle             | 21    | 1.78   | Rio de Janeiro        | 8 de Junho      | 27 |        |
| 1986 | Rio Grande do Sul   | Deise Nunes                  | 18    | 1.74   | Porto Alegre          | 17 de Maio      | 27 | [ 16 ] |
| 1987 | Distrito Federal    | Jacqueline Meirelles         | 24    | 1.75   | Cuiabá                | 4 de Abril      | 27 |        |
| 1988 | Santa Catarina      | Isabel Beduschi              | 18    | 1.79   | Blumenau              | 9 de Abril      | 27 |        |
| 1989 | Ceará               | Flávia Cavalcanti            | 20    | 1.73   | Salvador              | 1 de Abril      | 27 |        |
| 1991 | São Paulo           | Patrícia Godói               | 20    | 1.80   | São Carlos            | 27 de Abril     | 10 |        |
| 1992 | Paraná              | Maria Carolina Otto          | 18    | 1.77   | Rio de Janeiro        | 25 de Março     | 27 |        |
| 1993 | Rio Grande do Sul   | Leila Schuster               | 19    | 1.78   | Cachoeirinha          | 12 de Janeiro   | 10 |        |
| 1994 | São Paulo           | Valéria Péris                | 23    | 1.76   | Conchal               | 11 de Abril     | 27 |        |
| 1995 | Minas Gerais        | Renata Bessa                 | 18    | 1.71   | Contagem              | 2 de Abril      | 27 |        |
| 1996 | Paraná              | Maria Joana Parizotto        | 19    | 1.80   | Concórdia             | 23 de Abril     | 27 |        |
| 1997 | Minas Gerais        | Nayla Micherif               | 21    | 1.80   | Ubá                   | 19 de Abril     | 27 |        |
| 1998 | Mato Grosso do Sul  | Michella Marchi              | 20    | 1.79   | Dourados              | 17 de Abril     | 27 |        |
| 1999 | Rio Grande do Sul   | Renata Fan                   | 22    | 1.79   | Santo Ângelo          | 12 de Abril     | 27 | [ 17 ] |
| 2000 | Mato Grosso         | Josiane Kruliskoski          | 19    | 1.78   | Catanduvas            | 7 de Abril      | 27 |        |
| 2001 | Rio Grande do Sul   | Juliana Borges               | 22    | 1.81   | Santa Maria           | 26 de Março     | 27 |        |
| 2002 | Santa Catarina      | Taíza Thomsen                | 20    | 1.78   | Joinvile              | 7 de Abril      | 27 |        |
| 2003 | Tocantins           | Gislaine Ferreira            | 19    | 1.73   | Belo Horizonte        | 26 de Abril     | 27 | [ 18 ] |
| 2004 | Rio Grande do Sul   | Fabiane Niclotti             | 19    | 1.82   | Gramado               | 15 de Abril     | 27 | [ 19 ] |
| 2005 | Santa Catarina      | Carina Beduschi              | 20    | 1.80   | Florianópolis         | 14 de Abril     | 27 | [ 20 ] |
| 2006 | Rio Grande do Sul   | Rafaela Zanella              | 20    | 1.78   | Santa Maria           | 8 de Abril      | 27 | [ 21 ] |
| 2007 | Minas Gerais        | Natália Guimarães            | 22    | 1.75   | Juiz de Fora          | 14 de Abril     | 27 | [ 22 ] |
| 2008 | Rio Grande do Sul   | Natálya Anderle              | 22    | 1.75   | Roca Sales            | 13 de Abril     | 27 | [ 23 ] |
| 2009 | Rio Grande do Norte | Larissa Costa                | 25    | 1.75   | Natal                 | 9 de Maio       | 27 | [ 24 ] |
| 2010 | Minas Gerais        | Débora Lyra                  | 23    | 1.80   | Vila Velha            | 8 de Maio       | 27 | [ 25 ] |
| 2011 | Rio Grande do Sul   | Priscila Machado             | 25    | 1.78   | Canoas                | 23 de Julho     | 27 | [ 26 ] |
| 2012 | Rio Grande do Sul   | Gabriela Markus              | 24    | 1.80   | Taquari               | 29 de Setembro  | 27 | [ 27 ] |
| 2013 | Mato Grosso         | Jakelyne Oliveira            | 20    | 1.77   | Rondonópolis          | 28 de Setembro  | 27 | [ 28 ] |
| 2014 | Ceará               | Melissa Gurgel               | 20    | 1.68   | Fortaleza             | 27 de Setembro  | 27 | [ 29 ] |
| 2015 | Rio Grande do Sul   | Marthina Brandt              | 23    | 1.77   | Vale Real             | 18 de Novembro  | 27 | [ 30 ] |
| 2016 | Paraná              | Raissa Santana               | 21    | 1.75   | Itaberaba             | 1 de Outubro    | 27 | [ 31 ] |
| 2017 | Piauí               | Monalysa Alcântara           | 18    | 1.77   | Teresina              | 19 de Agosto    | 27 | [ 32 ] |
| 2018 | Amazonas            | Mayra Dias                   | 26    | 1.75   | Itacoatiara           | 26 de Maio      | 27 | [ 33 ] |
| 2019 | Minas Gerais        | Júlia Horta                  | 24    | 1.72   | Juiz de Fora          | 9 de Março      | 27 | [ 34 ] |
| 2020 | Rio Grande do Sul   | Julia Gama                   | 27    | 1.77   | Porto Alegre          | 20 de agosto    | 5  | [ 35 ] |
| 2021 | Ceará               | Teresa Santos                | 23    | 1.72   | Fortaleza             | 15 de novembro  | 27 |        |
| 2022 | Espírito Santo      | Mia Mamede                   | 26    | 1.70   | Vitória               | 19 de julho     | 26 |        |
| 2023 | Rio Grande do Sul   | Maria Brechane               | 19    | 1.77   | Rio Grande            | 9 de Julho      | 27 | [ 36 ] |
| 2024 | Pernambuco          | Luana Cavalcante             | 25    | 1.74   | Recife                | 19 de Setembro  | 27 | [ 37 ] |
| 2025 | Piauí               | Gabriela Lacerda             | 24    | 1.75   | Teresina              | 13 de Fevereiro | 24 |        |

## Finalistas
O quadro a seguir exibe as finalistas de casa edição do Miss Brasil, desde seu início em 1954.
| Ano  | Miss Brasil                                     | 2.ª Colocada                                                                      | 3.ª Colocada                                             | 4.ª Colocada                          | 5.ª Colocada                          |
| ---- | ----------------------------------------------- | --------------------------------------------------------------------------------- | -------------------------------------------------------- | ------------------------------------- | ------------------------------------- |
| 1954 | Martha Rocha Bahia                              | Zaída Saldanha Rio de Janeiro                                                     | Lygia Carotenuto Rio Grande do Sul                       | —                                     | —                                     |
| 1955 | Emília Barreto Ceará                            | - Annete Stone Amazonas - Ingrid Schmidt Rio de Janeiro - Etel Chiaroni São Paulo | —                                                        | —                                     | Maria Gilda Rodrigues Pará            |
| 1956 | Maria José Cardoso Rio Grande do Sul            | Regina Maura Vieira São Paulo                                                     | Leda Brandão Distrito Federal                            | Luzia Aliette Borges Pará             | Maria de Jesus Holanda Ceará          |
| 1957 | Terezinha Morango Amazonas                      | Maria Dorotéia Antunes Minas Gerais                                               | Sandra Hervé Rio Grande do Sul                           | Lia Pires de Castro Ceará             | Karin Japp Paraná                     |
| 1958 | Adalgisa Colombo Guanabara                      | Sônia Maria Campos Pernambuco                                                     | Denise Guimarães Minas Gerais                            | Carmen Erhardt Santa Catarina         | Madalena Fagotti São Paulo            |
| 1959 | Vera Ribeiro Guanabara                          | Dione de Oliveira Pernambuco                                                      | Maria Euthymia Manso Bahia                               | Terezinha Rodrigues São Paulo         | Vânia Beatriz Diniz Minas Gerais      |
| 1960 | Gina McPherson Guanabara                        | Magda Renate Pfrimer Distrito Federal                                             | Maria Edilene Torreão Pernambuco                         | Mercedes Von Glehn Minas Gerais       | Edda Logges Rio Grande do Sul         |
| 1961 | Stäel Abelha Minas Gerais                       | Vera Brauner Menezes Rio Grande do Sul                                            | Alda Maria Coutinho Guanabara                            | Elza Maria dos Santos Ceará           | Stella Maria Rocha Lima Bahia         |
| 1962 | Maria Olívia Rebouças Bahia                     | Julieta Strausz São Paulo                                                         | Vera Lúcia Sabá Guanabara                                | Eva Arismende Rio Grande do Sul       | Elizabeth Ramos Espírito Santo        |
| 1963 | Iêda Maria Vargas Rio Grande do Sul             | Tânia Franco Paraná                                                               | Vera Lúcia Ferreira Maia Guanabara                       | Denise Almeida Distrito Federal       | Dirce Augustus São Paulo              |
| 1964 | Ângela Vasconcelos Paraná                       | Vera Lúcia Couto Guanabara                                                        | Maria Isabel de Avelar Sergipe                           | Ana Maria Caldas Pernambuco           | Neli Cavalcanti Rio Grande do Norte   |
| 1965 | Maria Raquel de Andrade Guanabara               | Sandra Penno Rosa São Paulo                                                       | Berenice Lunardi Minas Gerais                            | Marilena de Oliveira Mato Grosso      | Ilce Ione Hasselmann Rio de Janeiro   |
| 1966 | Ana Cristina Ridzi Guanabara                    | Marluce Manvailler Mato Grosso                                                    | Francy Nogueira Ceará                                    | Virgínia Barbosa Minas Gerais         | —                                     |
| 1967 | Carmen Ramasco São Paulo                        | Wilza Oliveira Rainato Paraná                                                     | Sônia Maria Ohana Pará                                   | Anísia Gasparina Distrito Federal     | —                                     |
| 1968 | Martha Vasconcelos Bahia                        | Ângela Stecca Minas Gerais                                                        | Maria da Glória Carvalho Guanabara                       | Josemary Corrêia Rio de Janeiro       | —                                     |
| 1969 | Vera Fischer Santa Catarina                     | Maria Lúcia Alexandrino São Paulo                                                 | Ana Rodrigues Rio Grande do Sul                          | Mara Carvalho Ferro Guanabara         | —                                     |
| 1970 | Eliane Thompson Guanabara                       | Sônia Yara Guerra São Paulo                                                       | Nara Rúbia Monteiro Goiás                                | Maria Heemann Rio Grande do Sul       | —                                     |
| 1971 | Eliane Guimarães Minas Gerais                   | Lúcia Petterle Guanabara                                                          | Marize Meyer da Costa Paraná                             | Marlene de Oliveira Goiás             | Célia Maria de Carvalho São Paulo     |
| 1972 | Rejane Vieira Costa Rio Grande do Sul           | Ângela Maria Faví São Paulo                                                       | Jane Vieira Macambira Guanabara                          | Maria Madalena Jácome Pernambuco      | Maria Gariglio Saraiva Espírito Santo |
| 1973 | Sandra Mara Ferreira São Paulo                  | Denise Penteado Costa Guanabara                                                   | Florence Alvarenga Minas Gerais                          | Denise Cezimbra Rio Grande do Sul     | —                                     |
| 1974 | Sandra Guimarães São Paulo                      | Janeta Hoeveler Rio Grande do Sul                                                 | Mariza Sommer Distrito Federal                           | Rosa de Azevedo Mato Grosso           | Cilmara Maria Camargo Paraná          |
| 1975 | Ingrid Budag Santa Catarina                     | Lisiane Guimarães Distrito Federal                                                | Zaída Souza da Costa Bahia                               | Leila Tancredi Rio de Janeiro         | Silvana Lisboa Minas Gerais           |
| 1976 | Kátia Celestina Moretto São Paulo               | Vionete Revoredo Rio de Janeiro                                                   | Adelaide Fraga Distrito Federal                          | Maria Suely Vaccaro Mato Grosso       | Cláudia Azzolini Chueiri Paraná       |
| 1977 | Cássia Janys Silveira São Paulo                 | Madalena Sbaraíni Rio Grande do Sul                                               | Patrícia de Andrade Distrito Federal                     | Selva Rios Campêllo Goiás             | Jerusa Maria Ribeiro Bahia            |
| 1978 | Suzana Araújo Minas Gerais                      | Laura Angélica Pereira Bahia                                                      | Ângela Chichierchio Rio de Janeiro                       | Tanara Régia Bier Distrito Federal    | Ângela Agra Galvão Pernambuco         |
| 1979 | Marta Jussara da Costa Rio Grande do Norte      | Suzanne Ferreira de Andrade Goiás                                                 | Léa Dall'Acqua São Paulo                                 | Elizabeth Alves Correa Rio de Janeiro | Rejane Luiz da Silva Minas Gerais     |
| 1980 | Eveline Schröeter Rio de Janeiro                | Fernanda Bôscolo São Paulo                                                        | Loiane Rogéria Aiache Distrito Federal                   | Adriana Zselinsky Rio Grande do Sul   | Shirley Tereza Damian Mato Grosso     |
| 1981 | Adriana Alves Rio de Janeiro                    | Adriana Líppolis Amazonas                                                         | Karin Keller Lins Distrito Federal                       | Virgínia Helena Gomes Paraíba         | Rita de Cássia Spencer Pernambuco     |
| 1982 | Celice Pinto Marques Pará                       | Solange Frazão São Paulo                                                          | Márcia Carvalho Rio de Janeiro Simone Valença Pernambuco | —                                     | Mônica Teixeira Minas Gerais          |
| 1983 | Marisa Fully Coelho Minas Gerais                | Denize Demirdjian Mato Grosso do Sul                                              | Rejane Heiden Rio Grande do Sul                          | Geni Clair Bock Santa Catarina        | Deborah Moura Fernando de Noronha     |
| 1984 | Ana Elisa Flores São Paulo                      | Suzy Rêgo Pernambuco                                                              | Valéria Freire Rio de Janeiro                            | Marizabel Domingues Paraná            | Cristiane Wellaüsen Rio Grande do Sul |
| 1985 | Márcia Gabrielle Canavezes Mato Grosso          | Suzanne Oliveira Fernando de Noronha                                              | Anamaria Starck São Paulo                                | Carla Godinho Rio de Janeiro          | Andréia Fetter Rio Grande do Sul      |
| 1986 | Deise Nunes Rio Grande do Sul                   | Solange Alves São Paulo                                                           | Cristina Cestari Mato Grosso do Sul                      | Ivana Heil Santa Catarina             | Roberta Moreira Paraíba               |
| 1987 | Jacqueline Meireles Distrito Federal            | Ana Amélia Carneiro Goiás                                                         | Kátia Viana Minas Gerais                                 | Cláudia Alves Rio Grande do Sul       | Karin Villen Baum São Paulo           |
| 1988 | Isabel Beduschi Santa Catarina                  | Vanessa Blumefeld Bahia                                                           | Lara Lúcia Fonseca Minas Gerais                          | —                                     | —                                     |
| 1989 | Flávia Cavalcanti Rebêlo Ceará                  | Adriana Conceição Colin São Paulo                                                 | Ceres Estefânia Rio Grande do Sul                        | Sylvia Beatriz Pires Dejá Goiás       | Amélia Augusto Cruz Paraíba           |
| 1991 | Patrícia Franco Godói São Paulo                 | Gissele Wëber Rio Grande do Sul                                                   | Cátia Kupssinski Rio Grande do Sul                       | —                                     | —                                     |
| 1992 | Maria Carolina Otto Paraná                      | Andrea Cristina Ferreira Ceará                                                    | Alessandra Nardez Mato Grosso                            | —                                     | —                                     |
| 1993 | Leila Schuster Rio Grande do Sul                | —                                                                                 | —                                                        | —                                     | —                                     |
| 1994 | Valéria Melo Péris São Paulo                    | Fabiana Fontanella Santa Catarina                                                 | Débora Azevedo Minas Gerais                              | Patrícia Assumpção Rio de Janeiro     | Isacarla Maciel Petri Bahia           |
| 1995 | Renata Bessa Minas Gerais                       | Débora Reis Moretto Mato Grosso                                                   | Renata Souza Rio de Janeiro                              | Giane Tillman Santa Catarina          | Olga de Barros Rio Grande do Norte    |
| 1996 | Maria Joana Parizotto Paraná                    | Aline Maria Rezende Roraima                                                       | Christiane de Andrade Bahia                              | Carina Homã Mato Grosso do Sul        | Carolina Müller Rio de Janeiro        |
| 1997 | Nayla Micherif Minas Gerais                     | Valéria Böhm Rio Grande do Norte                                                  | Mical Pinheiro Pacheco Maranhão                          | Úrsula Mendes Rondônia                | Carolina Thaís Müller Paraíba         |
| 1998 | Michela Marchi Mato Grosso do Sul               | Adriana de Souza Reis Rondônia                                                    | Luize Althenholfen Rio Grande do Sul                     | Paula Carvalho Rio Grande do Norte    | Alessandra da Costa Couto Acre        |
| 1999 | Renata Fan Rio Grande do Sul                    | Paula Carvalho Rio de Janeiro                                                     | Alessandra Ferreira Minas Gerais                         | Karine Bonatto Mato Grosso            | Aline Schimidt Santa Catarina         |
| 2000 | Josiane Kruliskoski Mato Grosso                 | Francine Eickemberg Santa Catarina                                                | Fernanda Schiavo Rio Grande do Sul                       | Keity Dembergue Rio de Janeiro        | Fernanda Soares Minas Gerais          |
| 2001 | Juliana Borges Rio Grande do Sul                | Fernanda Tinti Borja Minas Gerais                                                 | Joyce Yara Aguiar São Paulo                              | Débora Daggy Pernambuco               | Raquel Farias Rio de Janeiro          |
| 2002 | Joseane Oliveira (Destronada) Rio Grande do Sul | Taísa Thömsen (Substituta) Santa Catarina                                         | Milena de Lima Lira Pernambuco                           | Keli Kaniak de Oliveira Paraná        | Gisele Leite Rio de Janeiro           |
| 2003 | Gislaine Ferreira Tocantins                     | Lara Andressa de Brito Goiás                                                      | Carlessa Macedo da Rocha Pará                            | Cecília Valarini Rio Grande do Norte  | Juliana Emille Volpini São Paulo      |
| 2004 | Fabiane Niclotti Rio Grande do Sul              | Iara Coelho Minas Gerais                                                          | Grazielli Massafera Paraná                               | Catarina Lima Guerra Roraima          | Priscilla Meirelles Amazonas          |
| 2005 | Carina Beduschi Santa Catarina                  | Patrícia Reginato Paraná                                                          | Ariane Colombo Espírito Santo                            | Francielly Araújo Tocantins           | Tatiane Alves Minas Gerais            |
| 2006 | Rafaela Zanella Rio Grande do Sul               | Maria Cláudia Barreto Acre                                                        | Beatriz Back Santa Catarina                              | Rhaíssa Sivieiro Mato Grosso do Sul   | Juliana Pina Mendonça Bahia           |
| 2007 | Natália Guimarães Minas Gerais                  | Carolina Prates Rio Grande do Sul                                                 | Vivian Noronha Cia Paraná                                | Wilma Gomes Pernambuco                | Sabrina Rhoden São Paulo              |
| 2008 | Natálya Anderle Rio Grande do Sul               | Vanessa Vidal Ceará                                                               | Cyntia Cordeiro Goiás                                    | Janaína Barcelos São Paulo            | Marina Marques Minas Gerais           |
| 2009 | Larissa Costa Rio Grande do Norte               | Rayanne Morais Minas Gerais                                                       | Denise Ribeiro Distrito Federal                          | Rayana Brêda Pará                     | Khrisley Karlen Ceará                 |
| 2010 | Débora Lyra Minas Gerais                        | Lílian Lopes Amazonas                                                             | Marylia Bernardt Paraná                                  | Lidiane Matos Distrito Federal        | Natália Taveira Alves Paraíba         |
| 2011 | Priscila Machado Rio Grande do Sul              | Gabriella Marcelino Bahia                                                         | Danielle Knidel Acre                                     | Rafaela Butareli São Paulo            | Tammy Cavalcante Amazonas             |
| 2012 | Gabriela Markus Rio Grande do Sul               | Kelly Fonsêca Rio Grande do Norte                                                 | Thiessa Sickert Minas Gerais                             | Francine Pantaleão São Paulo          | Tamiris Rodrigues Distrito Federal    |
| 2013 | Jakelyne Oliveira Mato Grosso                   | Janaina Barcelos Minas Gerais                                                     | Priscila Santiago Bahia                                  | Ísis Stocco Paraná                    | Bruna Michels São Paulo               |
| 2014 | Melissa Gurgel Ceará                            | Fernanda Leme São Paulo                                                           | Deise Benício Rio Grande do Norte                        | Priscilla Winny Amapá                 | Beatrice Fontoura Goiás               |
| 2015 | Marthina Brandt Rio Grande do Sul               | Sabrina Meyer Santa Catarina                                                      | Jéssica Voltolini São Paulo                              | Manoella Alves Rio Grande do Norte    | Camila Della Valle Mato Grosso        |
| 2016 | Raíssa Santana Paraná                           | Danielle Marion Rio Grande do Norte                                               | Deise D'anne Maranhão                                    | Gabriele Marinho Alagoas              | Morgana Carlos Ceará                  |
| 2017 | Monalysa Alcântara Piauí                        | Juliana Mueller Rio Grande do Sul                                                 | Stephany Pim Espírito Santo                              | Iully Thaisa Pernambuco               | Saiury Carvalho Sergipe               |
| 2018 | Mayra Dias Amazonas                             | Maria Isabel Santos Bahia                                                         | Teresa Santos Ceará                                      | Isabella Burgui Alagoas               | Débora Silva Santa Catarina           |
| 2019 | Júlia Horta Minas Gerais                        | Luana Lobo Ceará                                                                  | Bianca Lopes São Paulo                                   | Bianca Scheren Rio Grande do Sul      | Erika Fontes Rio Grande do Norte      |
| 2020 | Julia Gama Rio Grande do Sul                    |                                                                                   |                                                          |                                       |                                       |
| 2021 | Teresa Santos Ceará                             | Gabriela Lacerda Piauí                                                            | Carol Valença Sergipe                                    | Bianca Lopes São Paulo                | Rebeca Portilho Amazonas              |
| 2022 | Mia Mamede Espírito Santo                       | Rebeca Portilho Amazonas                                                          | Isadora Murta Minas Gerais                               | Luana Lobo Ceará                      | Alina Furtado Rio Grande do Sul       |
| 2023 | Maria Brechane Rio Grande do Sul                | Bárbara Reis Mato Grosso                                                          | Vitória Brodt São Paulo                                  |                                       |                                       |
| 2024 | Luana Cavalcante Pernambuco                     | Gabriele Marinho Alagoas                                                          | Maria Fabiana Mata Rio de Janeiro                        |                                       |                                       |
| 2025 | Gabriela Lacerda Piauí                          | Aline Fritsch Rio Grande do Sul                                                   | Ana Carolina Ceolin Espírito santo                       |                                       |                                       |